# Australie aux Jeux paralympiques d'été de 2024
L'Australie participe aux Jeux paralympiques d'été de 2024 à Paris, en France du 28 août au 8 septembre 2024. Il s'agit de sa 17e participation à des Jeux paralympiques d'été.
Le pays termine à la 9e place du tableau des médailles avec un total de 63 récompenses, dont 18 en or, 17 en argent et 28 en bronze.

## Gestion de l'équipe australienne
En juin 2022, Paralympics Australia annonce que Kate McLoughlin est nommée chef de la délégation australienne, ce sont ses troisièmes Jeux paralympiques d'été à ce poste. Ses chefs de mission adjoints sont Bridie Kean, Tim Mannion et Ben Troy. Curtis McGrath et Angie Ballard sont nommés capitaines de l'équipe d'Australie.
Le Premier ministre Anthony Albanese et le chef de l'opposition Peter Dutton affichent le 2 juillet 2024 leur soutien à l'équipe paralympique australienne de 2024 lors du lancement officiel de l'équipe nationale dans le grand hall du Parlement à Canberra, la capitale.
Le 12 juillet 2024, la coureuse en fauteuil roulant Madison de Rozario et le nageur Brenden Hall sont annoncés comme porte-drapeaux pour la cérémonie d'ouverture. Ils ont tous les deux participé cinq fois aux Jeux paralympiens.
Les tenues sportives sont conçues et fournies par les sociétés RM Williams, Belgravia, Birkenstock, Mizuno et Speedo.
Le gouvernement australien annonce que les médaillés d'or recevront 20 000 $ australiens, les médaillés d'argent 15 000 $ et les médaillés de bronze 10 000 $. Il permet aux médaillés paralympiques australiens de recevoir la même somme que les médaillés olympiques australiens, qui la reçoivent de la part du Comité olympique australien.
La composition de l'équipe australienne, comprenant 159 membres, est rendue publique le 8 août 2024. Les doubles médaillés d'or individuels - Lauren Parker (paratriathlon et cyclisme) et James Turner (athlétisme) - portent le drapeau lors de la cérémonie de clôture.

## Nombre de sportifs qualifiés
Le tableau qui suit indique le nombre de sportifs australiens participant aux Jeux, par discipline. 
| Sport              | Hommes | Femmes | Total |
| ------------------ | ------ | ------ | ----- |
| Tir à l'arc        | 3      | 3      | 6     |
| Athlétisme         | 17     | 17     | 34    |
| Badminton          | 0      | 2      | 2     |
| Boccia             | 1      | 3      | 4     |
| Cyclisme           | 6      | 6      | 12    |
| Équitation         | 0      | 4      | 4     |
| Judo               | 0      | 1      | 1     |
| Canoë-kayak        | 2      | 1      | 3     |
| Force athlétique   | 1      | 1      | 2     |
| Aviron             | 4      | 4      | 8     |
| Tir                | 1      | 1      | 2     |
| Natation           | 15     | 15     | 30    |
| Tennis de table    | 7      | 5      | 12    |
| Triathlon          | 9      | 4      | 13    |
| Basket en fauteuil | 12     | 0      | 12    |
| Rugby en fauteuil  | 9      | 3      | 12    |
| Tennis en fauteuil | 2      | 0      | 2     |
| Total              | 89     | 70     | 159   |

- Lauren Parker n'est incluse que dans le triathlon mais participe également à des compétitions de cyclisme sur route.
- Le joueur de tennis en fauteuil roulant Heath Davidson s'est retiré.
- Ce nombre comprend les athlètes de soutien/assistants : Athlétisme - 2 guides ; Boccia - 2 assistants de rampe ; Cyclisme - 2 pilotes ; Triathlon - 1 guide ; Aviron - 1 barreur - ceux-ci sont considérés comme faisant partie de l'équipe par Paralympics Australia.

## Bilan général
| Sport           | Médaille d'or, Jeux paralympiques | Médaille d'argent, Jeux paralympiques | Médaille de bronze, Jeux paralympiques | Total | Rang pays |
| --------------- | --------------------------------- | ------------------------------------- | -------------------------------------- | ----- | --------- |
| Athlétisme      | 3                                 | 2                                     | 6                                      | 11    |           |
| Aviron          | 1                                 | 0                                     | 1                                      | 2     |           |
| Boccia          | 0                                 | 2                                     | 0                                      | 2     |           |
| Canoë-kayak     | 1                                 | 1                                     | 1                                      | 3     |           |
| Cyclisme        | 4                                 | 4                                     | 3                                      | 11    |           |
| Natation        | 6                                 | 8                                     | 13                                     | 27    |           |
| Rugby           | 0                                 | 0                                     | 1                                      |       |           |
| Tennis de table | 2                                 | 0                                     | 3                                      | 5     |           |
| Triathlon       | 1                                 | 0                                     | 0                                      | 1     |           |
| Total           | 18                                | 17                                    | 28                                     | 63    |           |

| Jour          | Médaille d'or, Jeux paralympiques | Médaille d'argent, Jeux paralympiques | Médaille de bronze, Jeux paralympiques | Total |
| ------------- | --------------------------------- | ------------------------------------- | -------------------------------------- | ----- |
| 28 août       | 0                                 | 0                                     | 0                                      | 0     |
| 29 août       | 1                                 | 1                                     | 2                                      | 4     |
| 30 août       | 2                                 | 1                                     | 0                                      | 3     |
| 31 août       | 2                                 | 1                                     | 2                                      | 5     |
| 1er septembre | 1                                 | 3                                     | 6                                      | 10    |
| 2 septembre   | 2                                 | 3                                     | 2                                      | 7     |
| 3 septembre   | 1                                 | 0                                     | 2                                      | 3     |
| 4 septembre   | 2                                 | 3                                     | 4                                      | 9     |
| 5 septembre   | 3                                 | 0                                     | 1                                      | 4     |
| 6 septembre   | 2                                 | 1                                     | 4                                      | 7     |
| 7 septembre   | 2                                 | 3                                     | 5                                      | 10    |
| 8 septembre   | 0                                 | 1                                     | 0                                      |       |
| Total         | 18                                | 17                                    | 28                                     | 63    |

| Sexe   | Médaille d'or, Jeux paralympiques | Médaille d'argent, Jeux paralympiques | Médaille de bronze, Jeux paralympiques | Total |
| ------ | --------------------------------- | ------------------------------------- | -------------------------------------- | ----- |
| Hommes | 8                                 | 9                                     | 17                                     | 34    |
| Femmes | 8                                 | 6                                     | 8                                      | 23    |
| Mixte  | 2                                 | 2                                     | 2                                      | 6     |
| Total  | 18                                | 17                                    | 28                                     | 63    |

## Médaillés

### Médailles d’or
| Sport           | Discipline                              | Athlète(s)                                                                           | Performance   | Date          |
| --------------- | --------------------------------------- | ------------------------------------------------------------------------------------ | ------------- | ------------- |
| Athlétisme      | 400 mètres T36 masculin                 | James Turner                                                                         | 51 s 54       | 3 septembre   |
| Athlétisme      | Saut en longueur T63 féminin            | Vanessa Low                                                                          |               | 5 septembre   |
| Athlétisme      | 100 mètres T36 masculin                 | James Turner                                                                         | 11 s 85       | 7 septembre   |
| Aviron          | Deux de couple PR3 mixte                | Nikki Ayers Jed Altschwager                                                          | 7 min 26 s 74 | 1er septembre |
| Canoë-kayak     | Kayak hommes KL2                        | Curtis McGrath                                                                       |               | 7 septembre   |
| Cyclisme        | Kilomètre hommes C4-5                   | Korey Boddington                                                                     |               | 30 août       |
| Cyclisme        | Poursuite individuelle 3000 m femmes C4 | Emily Petricola                                                                      |               | 30 août       |
| Cyclisme        | Kilomètre femmes C1–3                   | Amanda Reid                                                                          |               | 31 août       |
| Cyclisme        | Course sur route H1-4                   | Lauren Parker                                                                        |               | 5 septembre   |
| Natation        | 50 m nage libre hommes S10              | Thomas Gallagher                                                                     |               | 29 août       |
| Natation        | Relais 4 x 100 m mixte 4 nages          | Jesse Aungles Timothy Hodge Emily Beecroft Alexa Leary Callum Simpson Keira Stephens |               | 2 septembre   |
| Natation        | Nage libre 100 m dames S9               | Alexa Leary                                                                          |               | 4 septembre   |
| Natation        | 200m 4 nages hommes SM9                 | Timothy Hodge                                                                        |               | 5 septembre   |
| Natation        | 100m dos hommes S14                     | Benjamin Hance                                                                       |               | 6 septembre   |
| Natation        | 100m nage libre hommes S8               | Callum Simpson                                                                       |               | 6 septembre   |
| Tennis de table | Double dames WD20                       | Lei Lina Yang Qian                                                                   |               | 31 août       |
| Tennis de table | Simple dames WS10                       | Yang Qian                                                                            |               | 4 septembre   |
| Triathlon       | Triathlon femmes PTWC                   | Lauren Parker                                                                        |               | 2 septembre   |

## Les médaillés
| Médaille | Nom | Sport           | Epreuve                               | Date               |
| -------- | --- | --------------- | ------------------------------------- | ------------------ |
| Argent   | Lakeisha Patterson | Natation        | 400 m nage libre femmes S9            | 29 août 2024       |
| Argent   | Jessica Gallagher Caitlin Ward (guide) | Cyclisme        | Kilomètre femmes B                    | 30 août 2024       |
| Argent   | Michael Roeger | Athlétisme      | 1500 mètres hommes T46                | 31 août 2024       |
| Argent   | Rowan Crothers | Natation        | 100 m nage libre hommes S10           | 1er septembre 2024 |
| Argent   | Ahmed Kelly | Natation        | 150 m plusieurs nages hommes SM3      | 1er septembre 2024 |
| Argent   | Jack Ireland Madeleine McTernan Ruby Storm Benjamin Hance | Natation        | Relais mixte 4 x 100 m nage libre S14 | 1er septembre 2024 |
| Argent   | Jake Michel | Natation        | 100 m dos hommes SB14                 | 2 septembre 2024   |
| Argent   | Jamieson Leeson Jasmine Haydon (opérateur de rampe) | Boccia          | Boccia individuel femmes BC3          | 2 septembre 2024   |
| Argent   | Daniel Michel Ashlee Maddern (opérateur de rampe) | Boccia          | Boccia individuel hommes BC3          | 2 septembre 2024   |
| Argent   | Meg Lemon | Cyclisme        | Women's Road Time Trial C4            | 4 septembre 2024   |
| Argent   | Lauren Parker | Cyclisme        | Women's Road Time Trial H1-3          | 4 septembre 2024   |
| Argent   | Alistair Donohoe | Cyclisme        | Men's Road Time Trial C5              | 4 septembre 2024   |
| Argent   | Timothy Hodge | Natation        | 100m papillon hommes S9               | 6 septembre 2024   |
| Argent   | Dylan Littlehales | Canoë-kayak     | Kayak hommes KL3                      | 7 septembre 2024   |
| Argent   | Col Pearse | Natation        | 200m individuel 4 nages hommesSM10    | 7 septembre 2024   |
| Argent   | Chloe Osborn Alexa Leary Callum Simpson Rowan Crothers | Natation        | Relais mixte 4 x 100 m nage libre     | 7 septembre 2024   |
| Argent   | Madison de Rozario | Athlétisme      | Marathon femmes T54                   | 8 septembre 2024   |
| Bronze   | Rowan Crothers | Natation        | 50 m nage libre hommes S10            | 29 août 2024       |
| Bronze   | Brenden Hall | Natation        | 400 m nage libre hommes S9            | 29 août 2024       |
| Bronze   | Madison de Rozario | Athlétisme      | 1500 m femmes T54                     | 31 août 2024       |
| Bronze   | Jack Ireland | Natation        | 200 m nage libre hommes S14           | 31 août 2024       |
| Bronze   | Erik Horrie | Aviron          | Men's PR1 Single Sculls               | 1er septembre 2024 |
| Bronze   | Mali Lovell | Athlétisme      | 200 m femmes T36                      | 1er septembre 2024 |
| Bronze   | Gordon Allan Korey Boddington Alistair Donohoe | Cyclisme        | Open C1-5 750m Team Sprint            | 1er septembre 2024 |
| Bronze   | Thomas Gallagher | Natation        | 100 m nage libre hommes S10           | 1er septembre 2024 |
| Bronze   | Grant Patterson | Natation        | 150 m plusieurs nages hommes SM3      | 1er septembre 2024 |
| Bronze   | Dayna Crees | Athlétisme      | Lancer de javelot femmes F34          | 1er septembre 2024 |
| Bronze   | Equipe nationale australienne en rugby fauteuil - Ryley Batt - Chris Bond - James McQuillan - Beau Vernon - Ella Sabljak - Emilie Miller - Jake Howe - Ben Fawcett - Brayden Foxley-Connolly - Shae Graham - Andrew Edmondson - Josh Nicholson | Rugby-fauteuil  | Tournoi mixte                         | 2 septembre 2024   |
| Bronze   | Michal Burian | Athlétisme      | Lancer de javelot hommes F64          | 2 septembre 2024   |
| Bronze   | Rachael Watson | Natation        | 100 m nage libre femmes S3            | 3 septembre 2024   |
| Bronze   | Alex Saffy | Natation        | 100 m papillon hommes S10             | 3 septembre 2024   |
| Bronze   | Alana Forster | Cyclisme        | Women's Road Time Trial C5            | 4 septembre 2024   |
| Bronze   | Darren Hicks | Cyclisme        | Men's Road Time Trial C2              | 4 septembre 2024   |
| Bronze   | Ricky Betar | Natation        | 200m 4 nages hommes SM14              | 4 septembre 2024   |
| Bronze   | Grant Patterson | Natation        | 50m dos hommes SB2                    | 4 septembre 2024   |
| Bronze   | Samuel von Einem | Tennis de table | Simple messieurs MS11                 | 5 septembre 2024   |
| Bronze   | Thomas Gallagher | Natation        | 100m dos hommes S10                   | 6 septembre 2024   |
| Bronze   | Lewis Bishop | Natation        | 100m papillon hommes S9               | 6 septembre 2024   |
| Bronze   | Emily Beecroft | Natation        | 100m papillon femmes S9               | 6 septembre 2024   |
| Bronze   | Rachael Watson | Natation        | 50 m femmes Freestyle S4              | 6 septembre 2024   |
| Bronze   | Rheed McCracken | Athlétisme      | 800 m hommes T34                      | 7 septembre 2024   |
| Bronze   | Ma Lin | Tennis de table | Men's singles MS9                     | 7 septembre 2024   |
| Bronze   | Susan Seipel | Canoë-kayak     | Femmes VL2                            | 7 septembre 2024   |
| Bronze   | Lei Lina | Tennis de table | Women's singles WS9                   | 7 septembre 2024   |
| Bronze   | Reece Langdon | Athlétisme      | 1500 m hommes T38                     | 7 septembre 2024   |

## Faits notables
Il y a plusieurs multi-participations australiennes aux Jeux Paralympiques : huit participations pour Daniela di Toro (tennis / tennis de table) ; sept pour Angie Ballard (athlétisme) ; six pour Lei Li Na (tennis de table), Tristan Knowles (basket-ball en fauteuil roulant), Shaun Norris (basket-ball en fauteuil roulant), Ryley Batt (rugby en fauteuil roulant) Ben Weekes (tennis en fauteuil roulant).
Les athlètes autochtones sont Amanda Reid (cyclisme), Ruby Storm (natation), Telaya Blacksmith (athlétisme) et Samantha Schmidt (athlétisme).
Le plus jeune est Holly Warn (natation) et le plus âgé est Jimmy Huo (joueur de tennis de table né en 1955),.
Melissa Tapper est double athlète paralympique et olympique (tennis de table).
Quelques athlètes représentent plusieurs sports paralympiques : Daniela di Toro (tennis / tennis de table), Amanda Reid (natation / cyclisme), AJ Jennings (canoë / tir à l’arc), Jessica Gallagher (athlétisme / ski / cyclisme), Ella Sabljak (basket-ball en fauteuil roulant / rugby en fauteuil roulant). Aux Jeux de 2024, Lauren Parker participe au triathlon et au cyclisme sur route.
Plusieurs familles sont présentes : les frères Chad Perris (athlétisme) et Kane Perris (cyclisme sur piste) ; Taylor Gosens (judo) rejoint son père Gerrad Gosens (goalball / athlétisme) ; la sœur de Tom Goodman (triathlon), Molly Goodman, a participé aux Jeux olympiques.
Certains ont déjà représenté d’autres nations paralympiques : Ma Lin, Lei Li Na, Yang Qian (tous les trois ont représenté la Chine en tennis de table), Vanessa Low (qui a représenté l’Allemagne en athlétisme).